# Cowboys et Envahisseurs
Pour plus de détails, voir Fiche technique et Distribution.
Cowboys et Envahisseurs ou Cowboys et Aliens au Québec (Cowboys and Aliens), est un film de Western-Science-fiction américain réalisé par Jon Favreau, sorti en 2011, avec Daniel Craig, Harrison Ford et Olivia Wilde. Ce film est adapté d'un roman graphique éponyme de Scott Mitchell Rosenberg.

## Synopsis
Territoire du Nouveau-Mexique, 1873. Un homme amnésique (Daniel Craig) se réveille dans le désert, blessé, sans nom et avec un étrange bracelet au poignet. Après avoir éliminé trois hommes sur le point de le tuer, il erre dans la petite ville d'Absalom, où le prêcheur local, Meacham (Clancy Brown), soigne sa blessure. Peu après, l'homme sans nom brutalise Percy Dolarhyde (Paul Dano), un ivrogne qui terrorisait la population. Dans un bar, le shérif Taggart (Keith Carradine) le reconnaît alors comme étant Jake Lonergan, un bandit recherché, et l'arrête. Jake tente de s'échapper mais une mystérieuse femme nommée Ella Swenson (Olivia Wilde) l'assomme pour le livrer aux autorités. L'éleveur de bétail Woodrow Dolarhyde, parfois appelé « le colonel », (Harrison Ford) arrive en ville avec ses hommes et exige que son fils Percy soit libéré. Il veut également la peau de Jake, avec qui il a un compte à régler. Mais des vaisseaux aériens commencent à attaquer la ville, et Percy, le shérif Taggart et de nombreux habitants sont enlevés. À l'aide de son mystérieux bracelet, Jake abat un des engins volants. L'occupant du vaisseau, un extraterrestre, s'échappe dans le désert.
Une expédition composée en partie de Dolarhyde, de son homme de main Nat (Adam Beach), Meacham, d'Ella, du petit-fils du shérif, Emmett (Noah Ringer), et de Doc (Sam Rockwell) se monte alors afin de poursuivre le monstre. Pour sa part Jake se rend à une maison abandonnée et, dans un flashback, se rappelle y avoir habité avec sa femme, Alice. Jake retourne rejoindre la troupe qui passe bientôt la nuit dans un mystérieux bateau abandonné au milieu du désert. La créature, qui s'y cachait, tue alors le prêcheur Meacham. Le lendemain, l’expédition est attaquée par l'ancien gang de Jake. Alors qu'ils tentent de fuir les bandits, Dolarhyde et les autres sont une nouvelle fois attaqués par les vaisseaux extraterrestres qui tentent de saisir de nouvelles proies. Ella, mortellement blessée, meurt dans les bras de Jake.
Après l'attaque, les Apaches capturent le groupe, accusant les hommes de Dolarhyde d'avoir attiré les démons. Au moment de leur exécution, Ella, dont le corps a été jeté dans un feu, revient mystérieusement à la vie complètement nue. Ella est en réalité une créature non-humaine qui s'est rendue sur la Terre pour combattre les Envahisseurs, de redoutables monstres recherchant de l'or dans les profondeurs de l'Arizona. La jeune femme tente de réunir les deux clans pour arrêter les monstres avant qu'ils n'exterminent toute vie sur la planète. Après avoir pris une boisson hallucinogène offerte par les Apaches, Jake se remémore la mort de sa femme Alice par les Envahisseurs, et s'être échappé du vaisseau-mère en s'emparant de son mystérieux bracelet.
Les Indiens et les hommes de Dolarhyde s'unissent pour faire face aux Envahisseurs tandis que Jake retourne à son gang et persuade ses anciens partenaires de se joindre au combat. Alors que la bataille au dehors fait rage et que beaucoup d'hommes sont tués (dont Nat), Jake et Ella libèrent les captifs à bord du vaisseau-mère profondément enfoui dans le sol. Lorsque ce dernier décolle, arrachant d'importantes portions de terre, Dolarhyde et Jake s'échappent mais Ella se sacrifie pour détruire le gigantesque engin qui explose en vol.
Les victimes des Envahisseurs retrouvent leurs familles respectives. Encore recherché, Jake décide de quitter la région tandis que les citoyens reconstruisent la ville.

## Fiche technique
Sauf indication contraire, les informations mentionnées dans cette section peuvent être confirmées par les bases de données cinématographiques IMDb et Allociné,  présentes dans la section « Liens externes ».
- Titre original : Cowboys and Aliens
- Titre français : Cowboys et Envahisseurs
- Titre québécois : Cowboys et Aliens
- Réalisation : Jon Favreau
- Scénario : Mark Fergus, Alex Kurtzman, Damon Lindelof, Steve Oedekerk[1], Roberto Orci et Hawk Ostby, d'après le roman graphique de Scott Mitchell Rosenberg
- Musique : Harry Gregson-Williams
- Direction artistique : Christopher Burian-Mohr, Daniel T. Dorrance et Lauren E. Polizzi
- Décors : Scott Chambliss et Karen Manthey
- Costumes : Mary Zophres
- Photographie : Matthew Libatique
- Son : Christopher Boyes, Frank E. Eulner, Lora Hirschberg, Danial Shimiaei, Gary L.G. Simpson, Mark Ulano
- Montage : Dan Lebental et Jim May
- Production : Johnny Dodge (II)[1], Brian Grazer, Ron Howard, Alex Kurtzman, Damon Lindelof[1], Roberto Orci et Scott Mitchell Rosenberg
  - Production déléguée : Bobby Cohen, Jon Favreau, Randy Greenberg, Ryan Kavanaugh, Steven Spielberg et Denis L. Stewart
  - Coproduction : Daniel Forcey, Karen Gilchrist, K.C. Hodenfield et Chris Wade
- Sociétés de production :
  - États-Unis : Fairview Entertainment, Imagine Entertainment, K/O Camera Toys, K/O Paper Products et Platinum Studios, avec O Entertainment (non crédité), en association avec Relativity Media, présenté par Dreamworks Pictures et Universal Pictures
  - Inde : présenté par Reliance Entertainment
- Sociétés de distribution : Universal Pictures (États-Unis) ; Reliance Entertainment (Inde) ; Paramount Pictures France (France) ; Universal Pictures International (Belgique) ; United International Pictures (Suisse romande)[2]
- Budget : 163 millions USD[N 1],[3],[4]
- Pays de production :  États-Unis[5],[N 2]
- Langue originale : anglais, langues apaches
- Format : couleur (DeLuxe) — 35 mm — 2,39:1 (Panavision) — son Dolby Digital / Datasat / SDDS / Dolby Surround 7.1
- Genre : science-fiction, western, drame, action, aventure, thriller
- Durée : 119 minutes / 135 minutes (version longue)
- Dates de sortie[6] :
  - États-Unis, Québec, Inde : 29 juillet 2011[7]
  - France, Belgique, Suisse romande : 24 août 2011[8],[9],[10]
- Classification[11] :
  - États-Unis : accord parental recommandé, film déconseillé aux moins de 13 ans (PG-13 - Parents Strongly Cautioned)[N 3]
  - Inde : accord parental pour les moins de 14 ans (contenant des scènes ou des paroles équivoques) (U/A - Unrestricted Public Exhibition - With Parental Guidance)
  - France : tous publics[12]
  - Belgique : tous publics (Alle Leeftijden)[9]
  - Suisse romande : interdit aux moins de 12 ans[13]
  - Québec : 13 ans et plus (13+ / 13 years and over)[7]

## Distribution
- Daniel Craig (VF : Éric Herson-Macarel ; VQ : Marc-André Bélanger) : Jake Lonergan

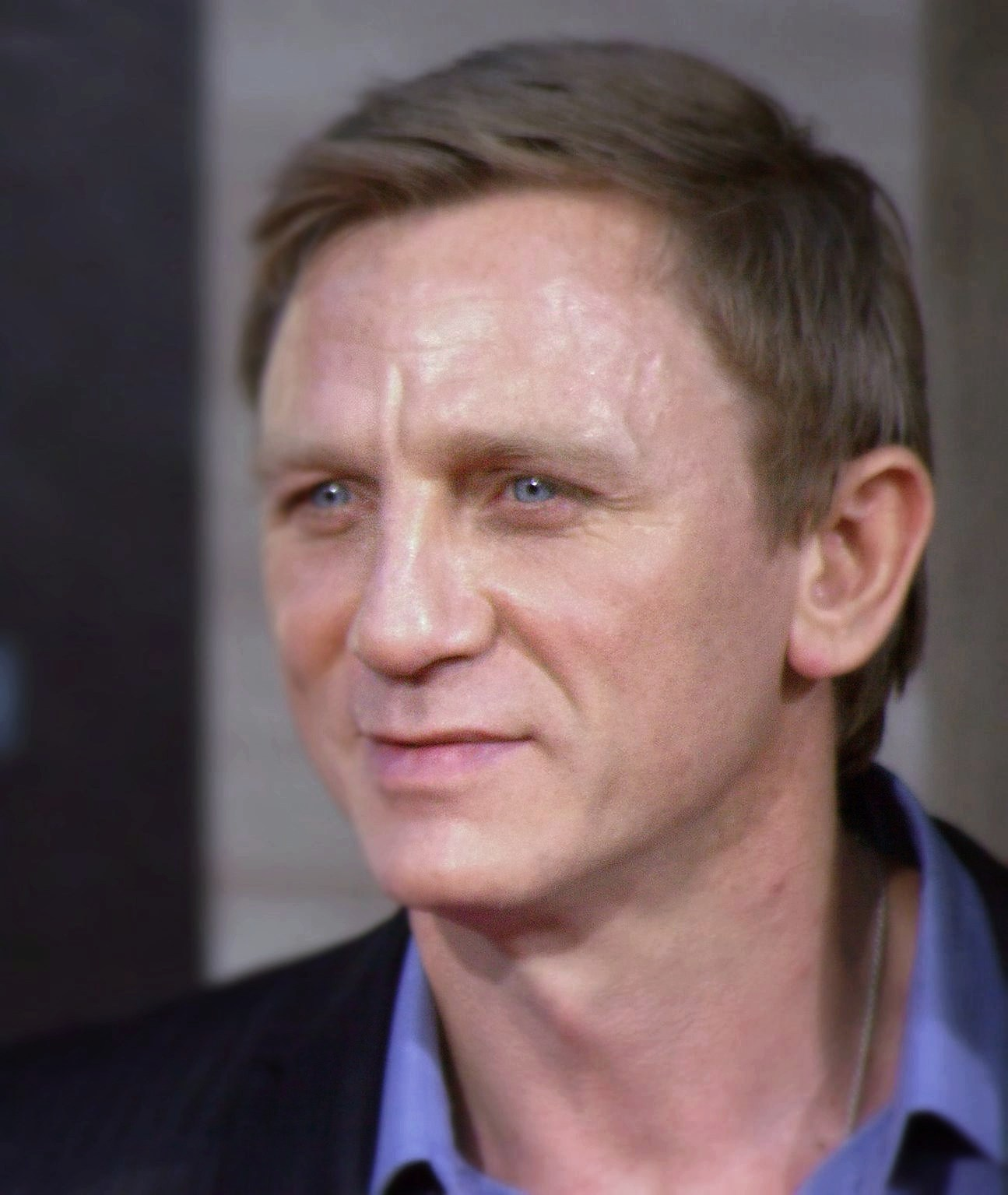
L'acteur principal Daniel Craig à la première allemande du film, en août 2011.

- Harrison Ford (VF : Richard Darbois ; VQ : Mario Desmarais) : Colonel Woodrow Dolarhyde
- Olivia Wilde (VF : Barbara Beretta ; VQ : Catherine Proulx-Lemay) : Ella Swenson
- Sam Rockwell (VF : Guillaume Lebon ; VQ : Benoit Éthier) : Doc
- Adam Beach (VF : Bruno Choël ; VQ : Kevin Houle) : Nat Colorado
- Paul Dano (VF : Donald Reignoux ; VQ : Sébastien Reding) : Percy Dolarhyde
- Noah Ringer (VQ : Xavier Laplante) : Emmett
- Keith Carradine (VF : Paul Borne ; VQ : Jean-Luc Montminy) : Shérif Tagart
- Clancy Brown (VF : Sylvain Lemarié ; VQ : Manuel Tadros) : Meacham
- Walton Goggins : Hunt
- Ana de la Reguera (VQ : Isabelle Leyrolles) : Maria
- David O'Hara : Pat Dolan
- Abigail Spencer (VQ : Magalie Lépine-Blondeau) : Alice
- Chris Browning (en) : Jed Parker
- Toby Huss (VF : Laurent Morteau) : Roy Murphy
- Raoul Trujillo : Black Knife
- Wyatt Russell : Little Mickey

Source et légende : Version française (VF) sur Voxofilm ; Version québécoise (VQ) sur Doublage.qc.ca

## Production

### Scénario
Cowboys and Aliens est au départ un roman graphique de cent pages créé par Scott Mitchell Rosenberg, sur les écritures de Fred van Lente et Andrew Foley, publié par Platinum Studios en décembre 2006.

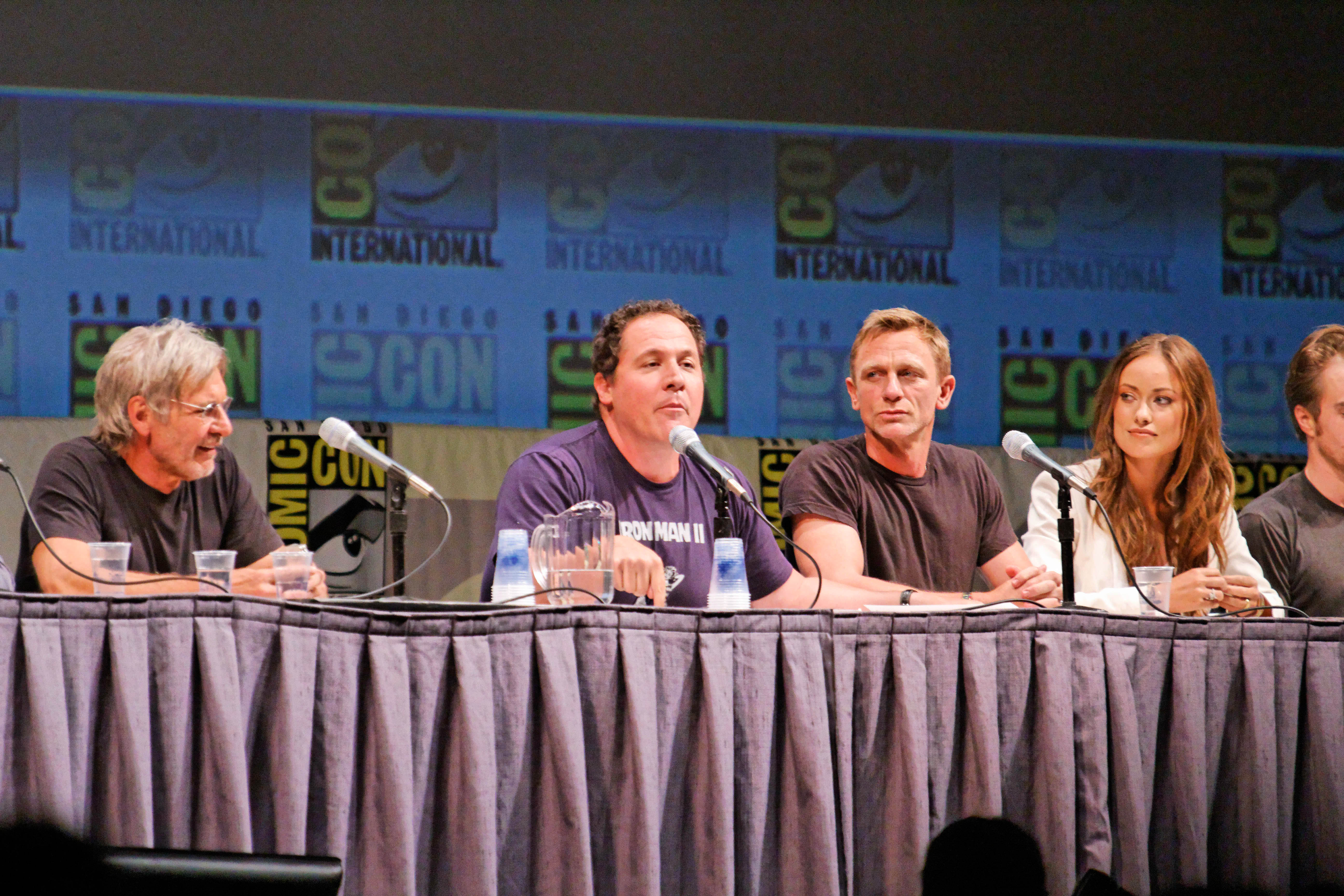
Harrison Ford, Jon Favreau, Daniel Craig et Olivia Wilde présentant Cowboys and Aliens au Comic-Con international de San Diego en juillet 2010.

Jon Favreau avait annoncé, dans The Hollywood Reporter en fin août 2009, qu'il allait adapter le roman à l'écran. Il était plutôt intéressé par le script, et non par le roman graphique : « Ce qui m’a interpellé, c’est le concept et le script. J’ai lu un très bon script et j’ai adoré l’idée de mélanger ces deux genres et de juxtaposer un film d’extraterrestres sérieux avec un western sincère. On a tiré notre inspiration de films tels que Rencontres du troisième type, Alien, le huitième passager et Predator pour le côté extraterrestre, et on a pris pas mal à John Ford, Sergio Leone et Butch Cassidy et le Kid pour le côté western ».
Mark Fergus et Hawk Ostby, à l'origine, étaient pressentis pour le scénario qui sera finalement confié à Roberto Orci, Alex Kurtzman et Damon Lindelof.
Le thème rappelle celui du livre de Poul Anderson, Les Croisés du cosmos : l'affrontement d'une civilisation intuitive et roublarde face à une autre, structurée et hyper technologique.

### Tournage
Le film a été tourné dans les lieux suivants :
- Nouveau-Mexique, États-Unis
  - Abiquiu
  - Santa Fe
- Californie, États-Unis
  - Randsburg

### Bande originale
Aucune musique n'est mentionnée dans le générique du film.

## Accueil

### Accueil critique
Sur l'agrégateur américain Rotten Tomatoes, le film récolte 45 % d'opinions favorables pour 253 critiques. Sur Metacritic, il obtient une note moyenne de 50⁄100 pour 41 critiques.
En France, le film obtient une note moyenne de 2,5⁄5 sur le site Allociné, qui recense 22 titres de presse.

### Box-office
Cowboys et Envahisseurs, d'un coût de 163 000 000 de dollars, est un échec aux États-Unis. Seules les recettes à l'international (notamment au Royaume-Uni, en France, en Russie, au Japon et en Australie) permettent au film d'atteindre l'équilibre avec 174 822 325 $ de recettes totales.
| Pays ou région      | Box-office    | Date d'arrêt du box-office | Nombre de semaines |
| ------------------- | ------------- | -------------------------- | ------------------ |
| États-Unis / Canada | 100 240 551 $ | 3 novembre 2011            | 14                 |
| Mondial             | 174 822 325 $ | 3 novembre 2011            | 14                 |

## Distinctions

### Récompense
- Yoga Awards 2012 : pire acteur étranger pour Harrison Ford

### Nominations

#### 2010
- IGN Summer Movie Awards :
  - Meilleure affiche de film
  - Meilleure bande-annonce

#### 2011
- Festival du film de Hollywood : Prix du film hollywoodien
- Golden Schmoes Awards : la plus grande déception de l'année
- IGN Summer Movie Awards : meilleur film d'adaptation de comics
- Scream Awards :
  - Meilleur acteur dans un film de science-fiction pour Daniel Craig
  - Meilleur acteur dans un film de science-fiction pour Harrison Ford
  - Meilleur film d'adaptation de comics

#### 2012
- Academy of Science Fiction, Fantasy and Horror Films - Saturn Awards : meilleur acteur dans un second rôle pour Harrison Ford
- Annie Awards :
  - Meilleurs effets animés dans un film en prise de vues réelles pour Gary Wu
  - Meilleurs effets animés dans un film en prise de vues réelles pour Lee Uren
- Art Directors Guild : meilleurs décors dans un film fantastique
- Jupiter Awards : meilleur acteur international pour Harrison Ford
- Screen Actors Guild Awards : meilleure équipe de cascadeurs
- Society of Camera Operators : meilleur long métrage pour Peter Rosenfeld
- Taurus World Stunt Awards : meilleure cascade spécialisée pour Brian Brown et Mike Watson

### Sélections
- Festival international du film de Locarno 2011 : avant-premières - Piazza Grande pour Jon Favreau

## Éditions en vidéo
- En France, le film Cowboys et Envahisseurs est sorti en DVD et Blu-ray le 18 janvier 2012[25],[26]. Par la suite, le film est ressorti en Blu-ray le 14 janvier 2013[27] et en VOD le 1er février 2016[8].

## Autour du film
- Jon Favreau fait un caméo dans une affiche du voleur Todd Kravit sur le mur du shérif.
- Le personnage de Jake Lonergan semble toujours courir derrière son chapeau Fédora, un peu comme Indiana Jones.